# Giovanni Battista Sella
Giovanni Battista Sella (Valle Mosso Superiore, 5 marzo 1788 – Mosso Santa Maria, 9 aprile 1878) è stato un imprenditore e politico italiano.

## Biografia
Zio di Quintino Sella e Giuseppe Saracco dopo gli studi superiori si dedica coi fratelli al lanificio fondato da suo padre. Partecipò all'aggiornamento tecnologico, messo in atto da Pietro Sella che aveva acquistato dei macchinari a Liegi, che furono installati a Valle Mosso nel 1817,  nel nuovo stabilimento ricavato nell'ex cartiera Serramoglia. Nacque così il primo lanificio italiano a lavorazione meccanica.